# Seznam norveških arheologov
Seznam norveških arheologov.

## H
- Thor Heyerdahl

## I
- Anne Stine Ingstad